# Tel Beït-Shéan

Carte de la Décapole permettant de situer Scythopolis (les noms des villes de la décapole sont en noir sur la carte)

Tel Beït-Shéan est une élévation naturelle, proche de la ville actuelle de Beït-Shéan en Israël, choisie comme lieu de peuplement, du fait de son importance stratégique. Depuis l'âge du bronze, l'installation sur les parties surélevées de la région permet aux habitants d'avoir la mainmise sur la vallée en contrebas et de prévenir toute attaque ennemie potentielle. C'est la seule ville de la Décapole située à l'ouest du Jourdain. Au Ier siècle, elle est appelée Scythopolis par l'écrivain juif Flavius Josèphe, alors que Pline l'Ancien la nomme Nysa.

## Cadre géographique
Outre le fait de la position stratégique du lieu, d'autres facteurs indispensables au peuplement sont aussi nécessaires, à savoir, l'approvisionnement en eau, des terrains fertiles alentour et enfin un accès facile à la ville. L'emplacement de Tel Beït-Shéan réunit ces conditions. Au nord du tel se déverse le cours d'eau de Nahal Harod, dont l'eau est utilisée par les habitants, et dont le lit profond forme une douve naturelle protégeant la population d'attaques venues du Nord. La partie sud-Est du tel est délimitée par un autre cours d'eau - Nahal Sahné -, qui rejoint le Nahal Harod pour se jeter enfin dans le Jourdain. En découle un environnement adéquat au travail de la terre, et principalement la culture du blé, des vignes et des oliviers, cultures typiques de l'Antiquité dans la région.
Tel Beït-Shéan se trouve aussi au carrefour de nombreuses routes, dont la plus fréquentée est celle reliant la vallée de Beït-Shéan avec les vallées galiléennes.
Au fil des siècles, Tel Beït-Shéan est devenu un lieu prisé par les hommes. Chaque fois que dans l'Histoire, le tel est abandonné, en raison des conditions difficiles ou lors de guerres, il est systématiquement repeuplé et la ville rebâtie sur les vestiges de la ville précédente, après réaménagement du terrain. De ce fait, l'élévation naturelle du tel s'accentue progressivement.
La vallée de Beït-Shéan est l'une des cinq vallées avec celles de Harod, Jézréel, Kishon et Zvouloun, traçant un accès facile vers l'intérieur des terres. Ces routes sont alors particulièrement empruntées par les caravanes de marchands venant de la région de Galaad et de Mésopotamie. De là, les convois poursuivent leur périple jusqu'au port d'Akko, d'où ils embarquent vers la Grèce, la mer Égée et l'Égypte.

## Histoire
Les premières campagnes de fouilles archéologiques menées sur le tel commencent au début des années 1920 et se poursuivent plus de 10 ans. C'est une équipe d'archéologues financée par l'université de Pennsylvanie qui dirige les fouilles de 1921 à 1933. On découvre alors 18 strates archéologiques, s'étalant de l'âge du bronze à l'époque croisée. Ces mêmes archéologues arrivent alors jusqu'à la couche de l'époque biblique, sur laquelle se superposent les époques hellénistique où le tel prend le nom de Scythopolis ou Nysa, romaine, byzantine, arabe ancienne où le tel prend le nom de Baysan, et enfin d'époque croisée. Les découvertes en question sont alors loin d'être négligeables pour ce qui est de leur apport dans le domaine de l'archéologie. Les chercheurs américains enlèvent progressivement les couches supérieures afin d'atteindre la couche de l'époque biblique. Sont retrouvés alors différents vestiges tels que la porte Ouest de la ville de l'époque croisée, une grande église byzantine, et un immense temple romain dont on remarque les vestiges aux abords du tel (frise corinthienne, base de colonnes soutenant le temple).

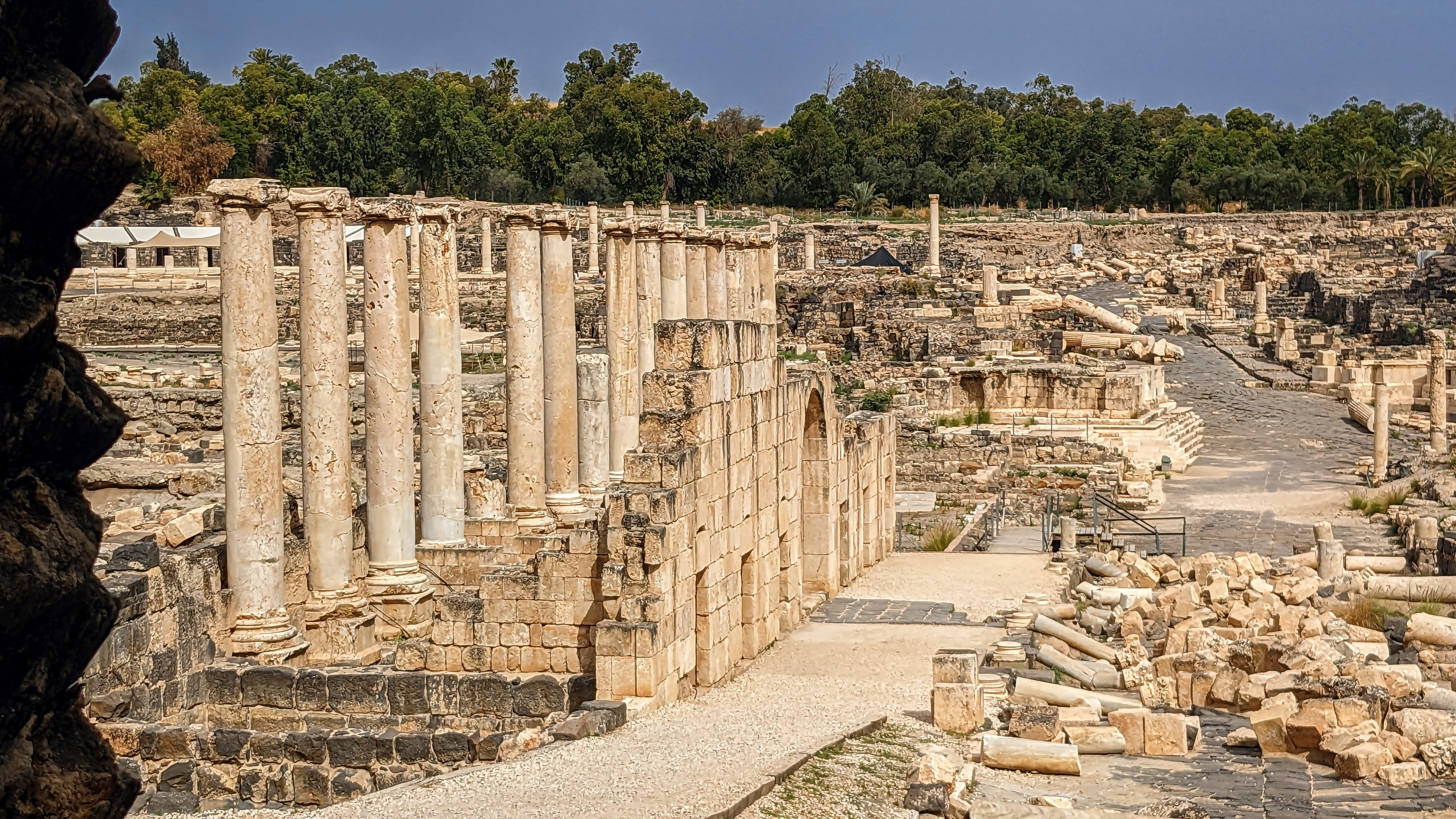
Le cardo de Beït Shéan

Les Américains privilégient les découvertes relatives à l'époque biblique (XXe siècle av. J.-C.). Durant cette dernière, le tel Beït-Shéan est le centre administratif de la région Nord d'Israël, sous contrôle égyptien. De l'époque s'étalant du XVIe au XIIe siècle av. J.-C., on retrouve les vestiges de temples, de bâtiments administratifs et militaires. Une partie de ces découvertes est aujourd'hui exposée au musée Rockefeller à Jérusalem; entre autres une stèle de basalte haute de deux mètres érigée en l'honneur du roi Séti Ier, qui sauva la ville des ennemis, une grande statue de Ramsès III, une partie du fronton d'une église faite de calcaire, une scène représentant le combat entre un chien et un lion.
Ces dernières années une partie des vestiges, que l'on peut voir au sommet du tel, a été reconstituée.
Beït-Shéan est mentionné dans la Bible, au premier livre de Samuel lorsque les Philistins déposent le corps de Saül, tué au combat, sur les murailles de la ville, construites alors au sommet du tel (et non pas celles situées au bas du tel, datant de l'époque romaine). En effet, le peuplement sur le sommet du tel se poursuit jusqu'à l'invasion romaine, après laquelle les constructions apparaissent en contrebas du tel, dans la vallée de Beït-Shéan, et comprenant dans le pur style romain des bâtiments publics, des temples, des bains, un théâtre, des rues et des habitations.
La ville est totalement détruite par un séisme en 749 et ne sera pas reconstruite.